# توم بوتا
توم بوتا (بالإنجليزية: Tom Botha)‏ هو لاعب اتحاد الرغبي جنوب أفريقي، ولد في 31 أغسطس 1990 في Bellville, South Africa ‏ في جنوب أفريقيا.